# Malsch (bei Heidelberg)
Malsch là một đô thị nằm ở huyện Rhein-Neckar, thuộc bang Baden-Württemberg của Đức.